# 아이작 셸비

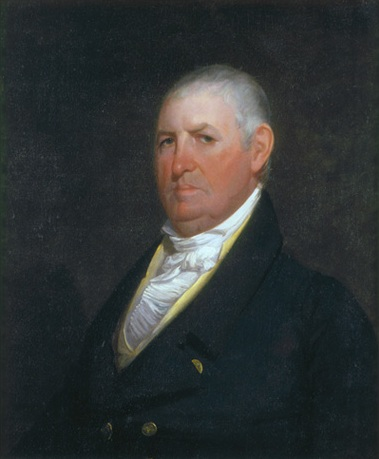
아이작 셸비

아이작 셸비(영어: Isaac Shelby, 1750년 12월 11일 ~ 1826년 7월 18일)은 미국 켄터키 주의 초대 및 5대 주지사이자 버지니아 주와 노스캐롤라이나 주의 각 주 의회 의원이다. 던 모어의 전쟁, 미국 독립 전쟁, 1812년 전쟁에서 군인이기도 했다. 9개의 군과 도시와 군사 기지가 셸비를 따서 명명되었다.

## 같이 보기
- 테임즈 전투
- 잭슨 매입지

## 역대 선거 결과
| 선거명      | 직책명        | 대수 | 정당         | 득표율  | 득표수   | 결과 | 당락               |
| ----------- | ------------- | ---- | ------------ | ------- | -------- | ---- | ------------------ |
| 1791년 선거 | 켄터키 주지사 | 1대  | 반연방주의당 | 100.00% | 1표      | 1위  | 켄터키 주지사 당선 |
| 1812년 선거 | 켄터키 주지사 | 5대  | 민주공화당   | 70.88%  | 30,362표 | 1위  | 켄터키 주지사 당선 |